# رندی نتکا
رندی نتکا (انگلیسی: Randy Nteka؛ زادهٔ ۶ دسامبر ۱۹۹۷) بازیکن فوتبال اهل فرانسه است.
از باشگاه‌هایی که در آن بازی کرده‌است می‌توان به باشگاه فوتبال فوئنلابرادا اشاره کرد.